# Sint-Nicolaaskerk (Měčín)

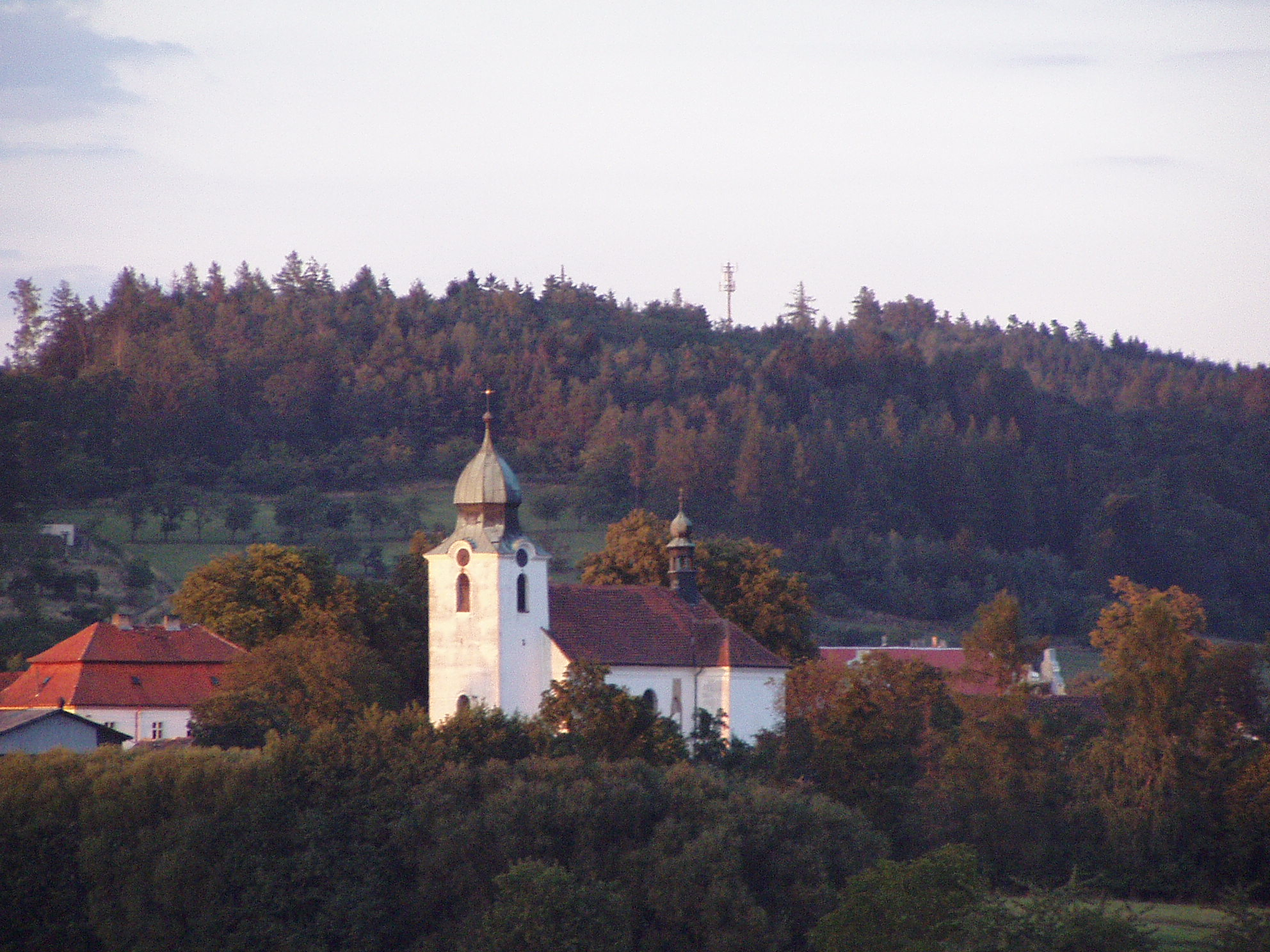
De Sint-Nicolaaskerk in Měčín.

De Sint-Nicolaaskerk (Tsjechisch: Kostel svatého Mikuláše) is een kerk in de gemeente Měčín in de Tsjechische regio Pilsen. De kerk is gewijd aan de heilige Nicolaas van Myra. De eerste vermelding van de kerk stamt uit het jaar 1352. Het oorspronkelijke gotische gebouw stamt uit de 14e eeuw. In de jaren 1776-1777 heeft de Pilsense architect Anthonín Barthem voor een ombouw in barokstijl gezorgd.